# Habenaria lamii
Habenaria lamii är en orkidéart som beskrevs av Johannes Jacobus Smith. Habenaria lamii ingår i släktet Habenaria och familjen orkidéer. Inga underarter finns listade i Catalogue of Life.